# Cara a Cara (jogo)
Quem é Quem (Portugal e PALOP) ou Cara a Cara (Brasil) foi um jogo de tabuleiro lançado em 1986 pela empresa Estrela, baseado no jogo Guess Who?, criado em 1979 e fabricado pela Milton Bradley Company (adquirida pela Hasbro em 1984). O objetivo do jogo é através de perguntas e raciocínio lógico, descobrir o personagem do seu adversário, ele vem desmontado.
.

## Outras versões
O jogo conta com uma versão dos personagens da Disney e uma da Turma da Mônica. Em virtude da decisão da Hasbro de participar diretamente do mercado brasileiro, um acordo com a Brinquedos Estrela permitiu que ambas as empresas lançassem jogos parecidos: O Cara-a-Cara continuou sendo fabricado pela Estrela, enquanto a Hasbro lançou o Adivinhe Quem?. O jogo também conta com uma versão dos Simpsons (apenas nos Estados Unidos) e uma versão online em forma de aplicativo para a rede social Facebook.